# بجارن اندرسون
بجارن اندرسون (انگلیسی: Bjarne Andersson؛ ۲۸ آوریل ۱۹۴۰ – ۱۱ اوت ۲۰۰۴ (aged 64)) ورزشکار اسکی صحرانوردی اهل سوئد بود.
وی در مسابقات کشوری و بین‌المللی در مجموع برندهٔ ۱ مدال نقره شده‌است.